# Filippo Ranocchia
Pour les articles homonymes, voir Ranocchia.
Filippo Ranocchia, né le 14 mai 2001 à Pérouse en Italie, est un footballeur italien qui évolue au poste de milieu central au Palerme FC.

## Biographie

### En club
Né à Pérouse en Italie, Filippo Ranocchia est formé par l'AC Pérouse, puis à la Juventus FC. Prêté à son club formateur en février 2019, il fait son retour à la Juventus en Septembre de la même année.
Le 31 août 2021 il est prêté au L.R. Vicence. Ranocchi est notamment conseillé par son coach avec les moins de 23 ans de la Juventus et ancien joueur de Vicence Lamberto Zauli (en) avant de rejoindre le club vicentin. Il joue son premier match le 12 septembre 2021 face au Cosenza Calcio, en championnat. Il entre en jeu et son équipe s'incline par deux buts à un. Ranocchia inscrit son premier but en professionnel le 30 avril 2022, lors d'une rencontre de Serie B face à l'US Lecce. Titulaire ce jour-là, il contribue avec son but à la victoire de son équipe par deux buts à un,.
Le 21 juillet 2022, Ranocchia est cette fois prêté pour une saison à l'AC Monza, tout juste promu en Serie A.
Ranocchia inscrit son premier but en Serie A et pour Monza le 22 octobre 2022, contre l'AC Milan. Buteur sur coup franc direct, il ne peut empêcher la défaite de son équipe (4-1).
Le 18 janvier 2024, Filippo Ranocchia quitte définitivement la Juventus afin de rejoindre le Palerme FC. Il signe un contrat courant jusqu'en juin 2028.

### En sélection nationale
En octobre 2021, Ranocchia est convoqué avec l'équipe d'Italie espoirs et fête sa première sélection le 8 octobre 2021, en entrant en jeu face à la Bosnie-Herzégovine (1-2),.